# 寄稿
| ウィキペディアには「寄稿」という見出しの百科事典記事はありません（タイトルに「寄稿」を含むページの一覧/「寄稿」で始まるページの一覧）。 代わりにウィクショナリーのページ「寄稿」が役に立つかもしれません。 |